# TT Vedrinamur
Le TT VedriNamur est un club de tennis de table belge basé à Vedrin, section de la ville de Namur.

## Histoire du club
Le club est né d'une fusion en 1997 entre les deux clubs du village, la Palette Vedrin-Comognes et la Jeunesse Vedrin.
La Palette Vedrin-Comognes est fondée en mai 1970 par l'ancien club des jeunes qui ne possédait plus de local. Le club possède deux équipes lors de leur première saison. En 1975, l'équipe première, composée de François Gérard, Michel Masson, Robert Rolain et Eli Laforge, l'ancien président du club des jeunes, accède à la troisième division nationale, puis à la deuxième la saison suivante. Trois ans plus tard, le club redescend en première provinciale. En 1987, la Palette gagne le trophée du mérite sportif de la Ville de Namur grâce à leur titre de champion de Belgique interéquipes en minimes.
La Jeunesse Vedrin est fondée en septembre 1970 dans la salle du café Parmentier. Le club atteint la nationale pour la première fois en 1995. De 1976 à 1997, Gustave De Greef assure la présidence du club. L'équipe féminine atteint la division nationale en 1990 et l'équipe masculine en 1994.
Les premières réunions quant à une fusion des deux clubs ont eu lieu lors de la saison 1996-1997, et fut effective en juin 1997. Le nouveau club prend le nom de TT Vedrin et le premier président est Philippe Laforge. Lors de leur première saison, le club est composé de 199 affiliés et aligne 28 équipes hommes et dix équipes dames, et joue dans trois locaux. La saison suivante, le club déménage à la rue Fond de Bouge, local pouvant accueillir jusqu'à seize tables. Eli Laforge reprend les rênes du club en juin 2000. Le club manque de peu l'accession à la Superdivion lors de la saison 2000-2001.
En juin 2001, le club lie son nom avec celui de la Ville de Namur et se renomme TT VedriNamur. L'équipe composée de Luc Cabrera, Pierre-André Squélart, Vincent Duvivier et Emmanuel Laforge joue la TT Intercup où ils s'imposent au premier tour face aux Allemands du TT Okarben. Lors de la saison 2002-2003, le TT VedriNamur ajoute Yohan Warnon dans son effectif et atteint la Superdivision pour la première fois de son histoire,. Après quatre saison au sein de l'élite belge, VedriNamur descend à l'échelon inférieur en 2007 mais remonte dès 2008 avec une équipe composée de Yohan Warnon, Pierre-André Squelard, Maxime Guyot et François Gobeaux. Depuis lors, le club ne cesse de se maintenir en Superdivision, avec notamment leur meilleur classement obtenu lors des saisons 2014-2015 et 2015-2016 avec une 4e place, avec une équipe composée en premier lieu par Frédéric Sonnet, Florent Lambiet, Grégory Obert et du jeune Thibaut Darcis, puis du Lituanien Tomas Mikutis (de).
Du côté de l'équipe féminine, elle trônait en tête de la Superdivision féminine 2019-2020 avant l'arrêt de la compétition dû la pandémie de Covid-19. Après une deuxième place en 2022, l'équipe composée de Cécile Ozer, Morgane Guidon, Jana Bernard, Lilly Laffineur et Caroline Delforge est sacrée championne de Belgique en 2023 avec un parcours parfait. Elles récidivent l'année suivante avec dix-sept victoires en vingt rencontres,. Lors de la saison 2024-2025, elles remportent leur première coupe de Belgique face au TTC Meerdaal Leuven.
Depuis 2024, Emmanuel Laforge est le président du club. Il succède à Thierry Delvaux.

## Effectif Superdivision 2024-2025[7]
- Nicolas Degros
- Xavier Wats
- François Gobeaux
- Gabriel Stanescu
- Beligdorg Svren
- Maxime Degive

## Principaux joueurs entre 2008 et 2025[7]
| Nom                | Meilleur classement au club | Saisons jouées         |
| ------------------ | --------------------------- | ---------------------- |
| Maxime Guyot       | B0                          | 18+ (...-2022)         |
| François Gobeaux   | A24                         | 18 (2007- )            |
| Yohan Warnon       | A19                         | 12 (2002-2014)         |
| Frédéric Sonnet    | A4                          | 11 (2011-2022)         |
| Tibor Hettman      | B0                          | 11 (2009-2014, 2018- ) |
| Grégory Obert      | A10                         | 10 (2010-2020)         |
| Thibaut Darcis     | A13                         | 8 (2011-2019)          |
| Tim Giltia         | A19                         | 8 (2016-2024)          |
| Nicolas Degros     | A12                         | 6 (2019- )             |
| Louis Laffineur    | A16                         | 6 (2015-2021)          |
| Gabriel Stanescu   | B0                          | 6 (2019- )             |
| Nicolas Marchal    | B0                          | 4 (2015-2019)          |
| Hervé Delporte     | A16                         | 3 (2016-2019)          |
| Florent Lambiet    | A14                         | 2 (2013-2015)          |
| Tomas Mikutis (de) | A12                         | 1 (2015-2016)          |
| Christian Blondeau | A16                         | 1 (2008-2009)          |
| Xavier Wats        | A23                         | 1 (2024- )             |

## Palmarès
- Superdivision belge (féminine) (2) :
  - Champion : 2023 et 2024
- Coupe de Belgique (féminine) (1) :
  - Vainqueur : 2025